# Nádasd, Vas
Nádasd  este un sat în districtul Körmend, județul Vas, Ungaria, având o populație de 1.389 de locuitori (2011). 

## Demografie
Componența etnică a satului Nádasd
     Maghiari (97,96%)
     Alții (2,04%)
Componența confesională a satului Nádasd
     Luterani (13,75%)
     Fără religie (4,39%)
     Reformați (2,09%)
     Necunoscută (79,55%)
     Atei (0,22%)
     Alte religii (0,36%)
Conform recensământului din 2011, satul Nádasd avea 1.389 de locuitori. Din punct de vedere etnic, majoritatea locuitorilor (97,96%) erau maghiari. Nu există o religie majoritară, locuitorii fiind luterani (13,75%), persoane fără religie (4,39%) și reformați (2,09%). Pentru 79,55% din locuitori nu este cunoscută apartenența confesională.